# Cagwait
Cagwait è una municipalità di quarta classe delle Filippine, situata nella Provincia di Surigao del Sur, nella Regione di Caraga.
Nel 1961 parte del territorio venne staccato per formare la nuova municipalità di Bayabas.
Cagwait è formata da 11 baranggay:
- Aras-Asan
- Bacolod
- Bitaugan East
- Bitaugan West
- La Purisima (Palhe)
- Lactudan
- Mat-e
- Poblacion
- Tawagan
- Tubo-tubo
- Unidad